# Lista dos antigos concelhos ultramarinos portugueses
Esta é uma lista de antigos concelhos portugueses das antigas provincias ultramarinas ordenados pela data de criação.

## 1836
| Concelho | Data de criação do concelho | Provincia Ultramarina |  |
| Bolama   | 1871                        | Guiné Portuguesa      |  |